# David Ortiz
David Américo Ortiz (Santo Domingo (Dominicaanse Republiek), 18 november 1975), ook bekend als Big Papi, is een Dominicaans-Amerikaans honkballer die speelde als eerste honkman en aangewezen slagman. Hij is linkshandig en droeg tijdens zijn carrière nummer 34.

## Biografie
David Ortiz werd op 18 november 1975 geboren in Santo Domingo, in de Dominicaanse Republiek. Op de Estudio Espaillat High School blonk Ortiz ook uit in het basketbal. Zijn prestaties op het honkbalveld trokken de aandacht van verschillende Amerikaanse honkbalteams.
Op 11 juni 2008 verwierf Ortiz het Amerikaanse staatsburgerschap.
Op 9 juni 2019 werd Ortiz in een discotheek in Santo Domingo in zijn rug geschoten.

## Carrière

### Seatle Mariners (1992-1996)
Een aantal dagen na zijn zeventiende verjaardag tekende Ortiz een contract bij de Seatle Mariners. Voor de Mariners maakte hij zijn profdebuut. In september 1996 maakte hij de overstap naar de Minnesota Twins. De Mariners ontvingen Dave Hollins van de Twins in ruil voor Ortiz.

### Minnesota Twins (1997-2002)
Ortiz maakte zijn debuut in Major League Baseball op 2 september 1997 voor de Minnesota Twins. In zijn vijf jaar bij de Twins werd Ortiz geplaagd door blessureleed. Mede hierdoor speelde hij het hele seizoen 1999 in de Minor League.

### Boston Red Sox (2003-2016)
Na het seizoen 2002 tekende Ortiz een eenjarig contract bij de Red Sox, met een waarde van $1.250.000,-. Halverwege 2003 veroverde Ortiz een basisplaats. Ortiz speelde uiteindelijk veertien seizoenen voor de Boston Red Sox, waar hij de grootste successen van zijn carrière behaalde. Hij won met de Red Sox drie maal de World Series; in 2004 en 2013 werden de St. Louis Cardinals verslagen en in 2007 de Colorado Rockies.
Na het seizoen van 2016, waarin hij op 41-jarige leeftijd bewees nog steeds tot de allerbeste slagmannen uit de MLB te behoren, beëindigde Ortiz zijn carrière.

## Doping
Op 30 juli 2009 berichtte The New York Times dat Ortiz en zijn voormalige ploeggenoot Manny Ramírez met circa 100 andere MLB-spelers positief waren getest op het gebruik van verboden middelen. Ortiz ontkende in een persconferentie de inname van doping, maar beweerde dat de positieve plas in 2003 kwam door het gebruik van voedingssupplementen of vitaminen. In 2003 werd een test gedaan op het gebruik van doping in honkbal op het hoogste niveau. De dopingtesten waren anoniem en spelers zouden niet worden vervolgd. Uiteindelijk worden 100 honkballers positief getest op het gebruik van verboden middelen. Omdat dit resultaat tegen viel werd een jaar later het gebruik van stimulerende middelen strafbaar gesteld.
- International Standard Name Identifier: 0000 0000 4008 9856
- Library of Congress Control Number: n2005053679
- Système universitaire de documentation: 052214184
- Virtual International Authority File: 14179233
- WorldCat: E39PBJmtBvDTjrbbh6gqtQWxDq